# پیتر کلر (بازیکن فوتبال)
پیتر کلر (انگلیسی: Peter Keller؛ زادهٔ ۲۲ ژوئن ۱۹۶۱) بازیکن فوتبال اهل آلمان است.
از باشگاه‌هایی که در آن بازی کرده‌است می‌توان به باشگاه فوتبال تسویکاو و باشگاه فوتبال کمنیتس اشاره کرد.